# 皇庭譜曲
皇庭譜曲，是日本純種競賽馬匹。生涯活躍於中長途賽事，曾勝出2020年中日新聞盃、2022年目黑紀念和2023年鳴尾紀念。

## 出賽前
2016年4月4日出生於北海道安平町北部牧場，所有權歸於父系及母系馬主金子真人旗下，馬主名義則以其經營的公司金子真人控股登錄。
其後交由栗東訓練中心練馬師池江泰壽訓練。

## 競賽生涯

### 3歲
2019年2月3日出戰京都競馬場3歲新馬戰，比賽初段維持於中後方位置推進，但直路加速不足下僅跑獲第六。
其後出戰3歲未勝利戰，起步後隨即進佔先頭有利位置，於直路上和對手爭奪位置下迅速透出，最終以2馬位優勢取得首勝。
稍為休養過後開始出戰班賽，於9月的3歲以上一捷馬戰雖然敗於覓奇碧蒂及Lahaina Noon取得第三，但於11月的3歲以上一捷馬戰上成功壓制對手，以頭位優勢取勝。

### 4歲
2020年上半年繼續以班賽作為目標，2月1日出戰花見小路特別選擇前置並在直路迅速衝刺，最終輕鬆帶離對手取勝。
其後雖然在崔坦錦標、難波錦標及鸛鳥錦標中分別以第四、第二及第四落敗，但在江之島特別中隨即緊守先頭有利位置，在直路瞬間爬升下以1/2馬位擊敗戀戀薔薇取勝。
放草過後於8月下旬復出出戰小倉日經公開賽，但於比賽途中在前置位置逐步墮後下未能於直路挽回局勢，最終以第二敗於大海之女。
11月選擇出戰表列賽仙后座錦標，本次比賽初段選擇於第七左右的位置推進，但在直路上始終無法超越花徑走走，最終被對手壓制下以第二落敗。
12月12日首度挑戰分級賽，為中日新聞盃。比賽開始後選擇進佔先頭內欄位置推進，在最後彎道未有太大抽出外檔的動作。進入直路後，其於進入狀態後稍微移出中檔望空，最終成功壓制粉紅巨鑽取得首個分級賽冠軍。

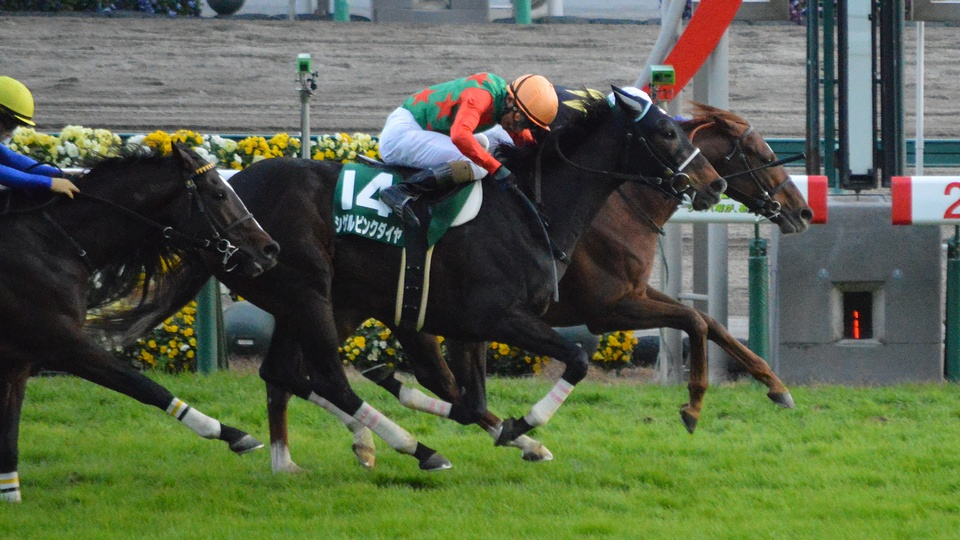
出戰中日新聞盃的皇庭譜曲

### 5歲
2021年首戰為小倉大賞典，比賽途中於第五、六左右的位置追走，進入直路後隨即啟動迫近前方賽駒，但最終仍然未能追上第十一人氣伏兵Territorial以第二落敗。
其後繼續於分級賽挑戰，但在新潟大賞典及中京紀念中均未能最大程度發揮加速力，最終分別取得第五及第六。
入秋後出戰仙女座錦標，維持於中團位置下在最後彎道開始尋找位置加速，於直路上雖然跑出不俗的勢頭，但於纏鬥中被適度壓制，最終以鼻位差距落敗再度取得第二。
年末出戰中日新聞盃尋求連霸，採取居中戰術下於第三、四彎道嘗試上前進佔位置，於直路上亦繼續開步衝刺，但最終仍然不敵湘南山城、非洲寶金及粉紅巨鑽取得第四。

### 6歲
2022年選擇以美國賽馬會盃作為首戰，比賽途中留守有利位置，於進入直路後繼續維持於內欄位置以最短的距離加速，然而受到內欄草地較爛的狀態影響下未能最大程度衝刺，最終敗於鵠志王及繁榮起飛取得第三。
3月26日以日經賞為目標，比賽初段選擇前置下維持於第三、四左右的位置，並一直以穩定的節奏推進。進入直路後，其迅速展開加速並迫近前方，雖然在最後關頭成功超越沉醉節拍及越來越愛，但仍然未能壓制領放馬領銜，以頸位差距落敗。
其後並未前往春季天皇賞，而是繼續出戰2500米的目黑紀念。比賽開始後，其選擇進佔第四的內欄位置，一直維持穩定節奏推進，於最後彎道亦開始發力透出。進入直路後，其逐步於所在位置展開衝刺，於中段時進入全速狀態，最終成功超越內欄的滿謝意及抵擋勇行者和實搏閃鑽的追擊，以3/4馬位再度取勝。

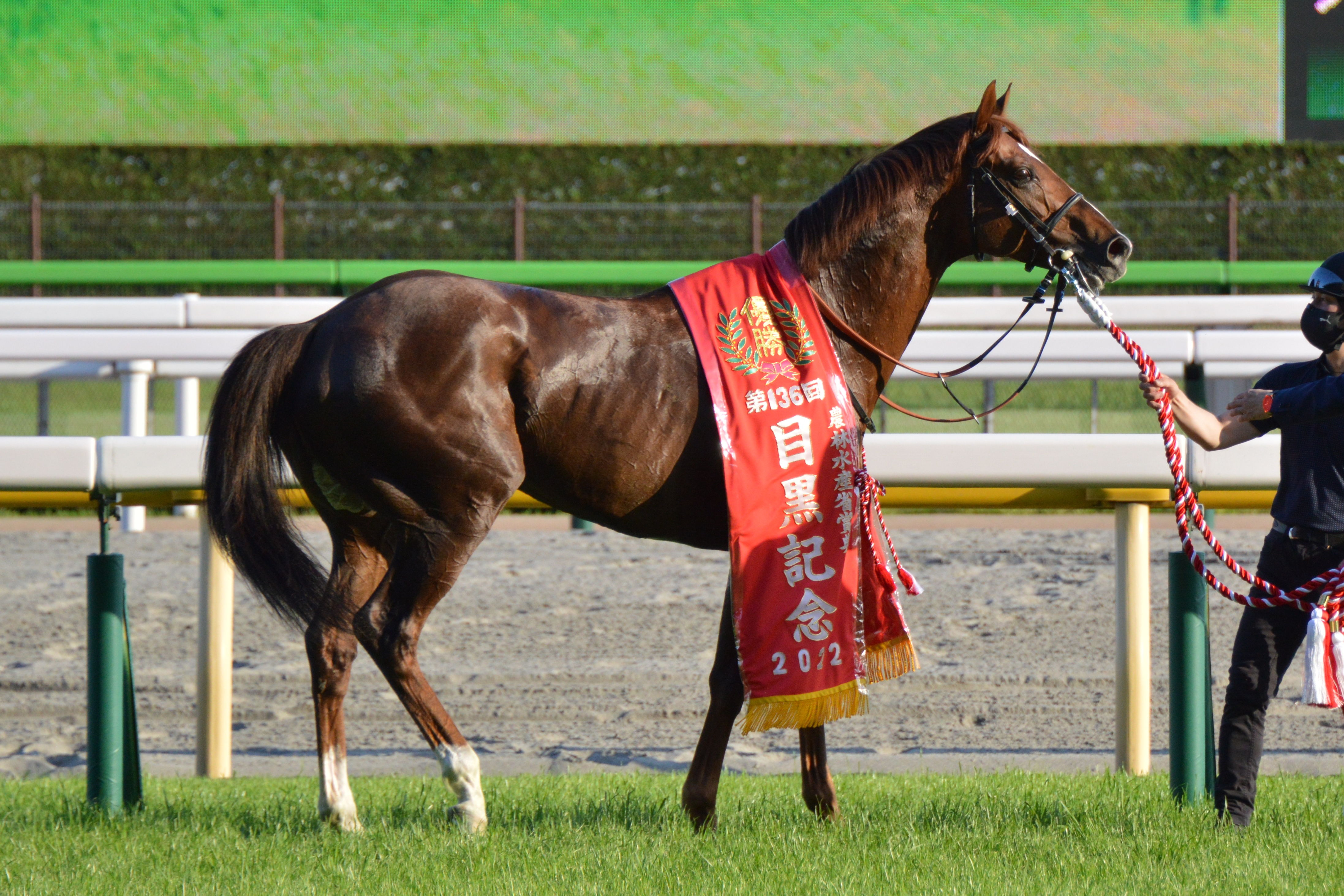
目黑紀念頒獎儀式

休養一段時間過後在秋季出戰京都大賞典，本次比賽維持於第五、六左右的先頭位置推進，在最後彎道時候透出並於直路中段佔先，但後續未能堅守位置下被外檔炸出優秀末腳速度的飄揚青帆超越，以2 1/2馬位落敗。
其後選擇挑戰日本盃及有馬紀念，但分別以第十七及第十一大敗。

### 7歲
2023年首戰為日經賞，比賽初段維持於中團位置，於直路上雖然奮力追擊並超越其他賽駒，但始終未能迫近前方領放的領銜，最終被拉開8馬位落敗。
其後原定以目黑紀念作為目標，但因需要背負59.5公斤的頂磅以改為出戰1星期後的鳴尾紀念。比賽開始後，其於中團位置等待時機，在對面直路中後段開始上前進佔位置，於第四彎道時經已處於第三左右。進入直路後，其瞬間衝出逐步蠶食對手，最終在最後一步成功越過領放馬Feengrotten下以頸位優勢取得第三個分級賽冠軍。
3星期後乘勢挑戰寶塚紀念，本次比賽改為採用較為後置的戰術，處於中後方位置下於比賽途中更繼續墮後，最終在直路上的衝勢不足下以第七落敗。
進入秋季以京都大賞典作為目標，比賽初段以良好節奏保持在第五的位置推進，進入直路後隨即展開追擊，雖然最終得以超越力弱的領放馬非洲寶金，但無法超越率先透出的草如茵下再度取得第二。
年末選擇以挑戰盃作為目標， 本次比賽其保持於中團位置穩步推進，於接近第三彎道時候開始發力上前尋找位置。進入直路後，其繼續以過彎時的勢頭於內檔位置進行突破，一度超越所有對手取得領先，可惜於最後關頭被中檔的寶徠歌劇加速反超，以鼻位差距落敗。

### 8歲
2024年繼續以美國賽馬會盃作為年度首戰，以前置戰術維持於先頭第四位置下在直路展現不俗的走勢，一度在外檔位置取得優勢。然而最後關頭，其未能維持自身的速度，最終被內側透出的Chuck Nate反超，連續三場賽事取得亞軍。
3月23日出戰日經賞，比賽初段繼續採用前置戰術，但於直路上未能順利提速上前，最終維持均速的狀態下取得第五。
6月1日出戰鳴尾紀念挑戰連霸，維持於中團位置下於第三、四彎道處逐步上前，雖然於直路上展現不俗的加速力，但最終被跑出全場最快末腳的同主馬優鶴湖壓制，以頭位差距第八度於分級賽取得第二，同時此數字亦追平Nippo Teio、氣墊快駒及Up to Date的紀錄。
進入夏季後其原本以二級賽札幌紀念作為目標，然而於入場後因右後腳不良於行而退賽。

### 9歲
2025年首戰為中山紀念，比賽初段選擇跟前推進，但於彎道處開始後退，在直路上進一步失速下以第十三大敗。
其後原定出戰日經賞，然而賽前右前腳出現不良於行的情況，因而避戰賽事進入休養。
5月30日，陣營於商討過後考慮安排其退役。

### 詳細賽績
| 日期       | 舉辦國家 | 馬場 | 距離   | 級別 | 賽事名稱       | 負重 | 騎師       | 馬號 | 出馬 | 名次     | 時間     | 頭馬（二馬）    |
| ---------- | -------- | ---- | ------ | ---- | -------------- | ---- | ---------- | ---- | ---- | -------- | -------- | --------------- |
| 3/2/2019   | 日本     | 京都 | 草1600 |      | 3歲新馬        | 56   | 戶崎圭太   | 4    | 16   | 6        | 1:37.6   | 訂做迷          |
| 27/7/2019  | 日本     | 小倉 | 草1800 |      | 3歲未勝利      | 56   | 川田將雅   | 5    | 14   | 1        | 1:46.3   | （Lucciola）    |
| 15/9/2019  | 日本     | 阪神 | 草1600 |      | 3歲以上一捷馬  | 55   | 川田將雅   | 6    | 16   | 3        | 1:33.2   | 覓奇碧蒂        |
| 2/11/2019  | 日本     | 京都 | 草1800 |      | 3歲以上一捷馬  | 55   | 川田將雅   | 4    | 13   | 1        | 1:47.2   | （頌讚極星）    |
| 1/2/2020   | 日本     | 京都 | 草1600 |      | 花見小路特別   | 57   | 川田將雅   | 1    | 12   | 1        | 1:34.9   | （實搏大帝）    |
| 8/3/2020   | 日本     | 中京 | 草1600 |      | 崔坦錦標       | 57   | 藤岡康太   | 11   | 13   | 4        | 1:39.2   | Peptide Bamboo  |
| 5/4/2020   | 日本     | 阪神 | 草1800 |      | 難波錦標       | 55   | 川田將雅   | 16   | 16   | 2        | 1:45.5   | Therapeia       |
| 7/6/2020   | 日本     | 阪神 | 草1600 |      | 鸛鳥錦標       | 57   | 松山弘平   | 4    | 18   | 4        | 1:33.3   | Seize Dreams    |
| 28/6/2020  | 日本     | 東京 | 草1800 |      | 江之島錦標     | 57   | 戶崎圭太   | 13   | 16   | 1        | 1:49.8   | （戀戀薔薇）    |
| 30/8/2020  | 日本     | 小倉 | 草1800 | OP   | 小倉日經公開賽 | 56   | 藤井勘一郎 | 6    | 12   | 2        | 1:46.3   | 大海之女        |
| 1/11/2020  | 日本     | 京都 | 草1800 | L    | 仙后座錦標     | 56   | 松山弘平   | 8    | 18   | 2        | 1:46.2   | 花徑走走        |
| 12/12/2020 | 日本     | 中京 | 草2000 | GIII | 中日新聞盃     | 55   | 松山弘平   | 2    | 18   | 1        | 2:00.1   | （粉紅巨鑽）    |
| 21/2/2021  | 日本     | 小倉 | 草1800 | GIII | 小倉大賞典     | 57   | 濱中俊     | 15   | 16   | 2        | 1:45.5   | Territorial     |
| 9/5/2021   | 日本     | 新潟 | 草2000 | GIII | 新潟大賞典     | 57   | 吉田隼人   | 1    | 14   | 5        | 1:59.6   | 山嶺寶穴        |
| 18/7/2021  | 日本     | 小倉 | 草1800 | GIII | 中京紀念       | 57   | 濱中俊     | 9    | 12   | 6        | 1:46.6   | Andraste        |
| 20/11/2021 | 日本     | 阪神 | 草2000 | L    | 仙女座錦標     | 57   | 濱中俊     | 12   | 16   | 2        | 1:59.8   | 適度            |
| 11/12/2021 | 日本     | 中京 | 草2000 | GIII | 中日新聞盃     | 57.5 | 濱中俊     | 10   | 18   | 4        | 2:00.1   | 湘南山城        |
| 23/1/2022  | 日本     | 中山 | 草2200 | GII  | 美國賽馬會盃   | 56   | 横山武史   | 9    | 14   | 3        | 2:13.0   | 鵠志王          |
| 26/3/2022  | 日本     | 中山 | 草2500 | GII  | 日經賞         | 56   | 濱中俊     | 6    | 15   | 2        | 2:35.5   | 領銜            |
| 29/5/2022  | 日本     | 東京 | 草2500 | GII  | 目黑紀念       | 57.5 | 濱中俊     | 2    | 18   | 1        | 2:32.1   | （勇行者）      |
| 10/10/2022 | 日本     | 阪神 | 草2400 | GII  | 京都大賞典     | 57   | 濱中俊     | 2    | 14   | 2        | 2:24.7   | 飄揚青帆        |
| 27/11/2022 | 日本     | 東京 | 草2400 | GI   | 美國賽馬會盃   | 57   | 濱中俊     | 18   | 18   | 17       | 2:25.7   | 飄揚青帆        |
| 25/12/2022 | 日本     | 中山 | 草2500 | GI   | 有馬紀念       | 57   | 濱中俊     | 14   | 16   | 11       | 2:34.5   | 春秋分          |
| 25/3/2023  | 日本     | 中山 | 草2500 | GII  | 日經賞         | 58   | 濱中俊     | 6    | 12   | 2        | 2:38.1   | 領銜            |
| 3/6/2023   | 日本     | 阪神 | 草2000 | GIII | 鳴尾紀念       | 57   | 濱中俊     | 12   | 15   | 1        | 1:59.1   | （Feengrotten） |
| 25/6/2023  | 日本     | 阪神 | 草2200 | GI   | 寶塚紀念       | 58   | 濱中俊     | 4    | 17   | 7        | 2:11.7   | 春秋分          |
| 9/10/2023  | 日本     | 京都 | 草2400 | GII  | 京都大賞典     | 57   | 濱中俊     | 6    | 14   | 2        | 2:25.3   | 草如茵          |
| 2/12/2023  | 日本     | 阪神 | 草2000 | GIII | 挑戰盃         | 57   | 莫雷拉     | 4    | 13   | 2        | 1:58.8   | 寶徠歌劇        |
| 21/1/2024  | 日本     | 中山 | 草2200 | GII  | 美國賽馬會盃   | 57   | 濱中俊     | 12   | 12   | 2        | 2:16.6   | Chuck Nate      |
| 23/3/2024  | 日本     | 中山 | 草2500 | GII  | 日經賞         | 57   | 濱中俊     | 9    | 10   | 5        | 2:31.7   | 跨國世遺        |
| 1/6/2024   | 日本     | 京都 | 草2000 | GIII | 鳴尾紀念       | 57   | 莫雷拉     | 4    | 14   | 2        | 1:57.2   | 優鶴湖          |
| 18/8/2014  | 日本     | 札幌 | 草2000 | GII  | 札幌紀念       | 58   | 濱中俊     | 3    | 12   | 閘前退賽 | 閘前退賽 | 北橋            |
| 2/3/2024   | 日本     | 中山 | 草1800 | GII  | 中山紀念       | 57   | 濱中俊     | 12   | 16   | 13       | 1:45.9   | 幸運銀幣        |

## 退役後
退役後，皇庭譜曲成為了配種馬，於北海道浦河町East Stud休養，在2026年進行配種。首批子嗣將於2027年出生。首批子嗣可於2029年出賽。

## 血統簡介
父系夏威夷王爲日本賽駒，生涯戰績極爲優秀，僅得一戰未能獲勝，曾勝出一級賽NHK一哩賽及東京優駿（日本打吡），爲日本史上首匹贏得變則二冠的賽駒。祖父金滿寶爲美國生產的法國賽駒，曾三勝一級賽，亦爲近代著名種馬之一。
母系Popcorn Jazz爲日本賽駒，生涯出戰五場賽事僅得一勝。外祖父夜舞爲日本賽駒，生涯戰績優秀，曾勝出一級賽菊花賞。

### 血統表
| 父線：金滿寶系（淘金者系）           |                            |             |                |
| 種馬 夏威夷王 2001年（棗色）         | 金滿寶 1990年（棗色）      | 淘金者      | Raise a Native |
| 種馬 夏威夷王 2001年（棗色）         | 金滿寶 1990年（棗色）      | 淘金者      | Gold Digger    |
| 種馬 夏威夷王 2001年（棗色）         | 金滿寶 1990年（棗色）      | Miesque     | 雷利耶夫       |
| 種馬 夏威夷王 2001年（棗色）         | 金滿寶 1990年（棗色）      | Miesque     | Pasadoble      |
| 種馬 夏威夷王 2001年（棗色）         | Manfath 1991年（深棗色）   | 最後大官    | Try My Best    |
| 種馬 夏威夷王 2001年（棗色）         | Manfath 1991年（深棗色）   | 最後大官    | Mill Princess  |
| 種馬 夏威夷王 2001年（棗色）         | Manfath 1991年（深棗色）   | Pilot Bird  | Blakeney       |
| 種馬 夏威夷王 2001年（棗色）         | Manfath 1991年（深棗色）   | Pilot Bird  | The Dancer     |
| 繁殖雌馬 Popcorn Jazz 2000年（棗色） | 夜舞 1993年（棗色）        | 週日寧靜    | Halo           |
| 繁殖雌馬 Popcorn Jazz 2000年（棗色） | 夜舞 1993年（棗色）        | 週日寧靜    | Wishing Well   |
| 繁殖雌馬 Popcorn Jazz 2000年（棗色） | 夜舞 1993年（棗色）        | Dancing Key | 尼真斯基       |
| 繁殖雌馬 Popcorn Jazz 2000年（棗色） | 夜舞 1993年（棗色）        | Dancing Key | Key Partner    |
| 繁殖雌馬 Popcorn Jazz 2000年（棗色） | Grace Rumor 1994年（栗色） | 東來兵      | Kampala        |
| 繁殖雌馬 Popcorn Jazz 2000年（棗色） | Grace Rumor 1994年（栗色） | 東來兵      | Severn Bridge  |
| 繁殖雌馬 Popcorn Jazz 2000年（棗色） | Grace Rumor 1994年（栗色） | Disc Jockey | Real Shadai    |
| 繁殖雌馬 Popcorn Jazz 2000年（棗色） | Grace Rumor 1994年（栗色） | Disc Jockey | Shadai Chatter |
| 雌系：號族：19                       |                            |             |                |
| 五代內近親交配：北地舞人 5×5×5       |                            |             |                |

## 命名由來
名字Boccherini（ボッケリーニ）出自意大利作曲家、宮廷樂師及大提琴家路易吉・鮑凱利尼之姓氏，香港取其意思並加以聯想，翻譯為「皇庭譜曲」。

## 外部連結
- 皇庭譜曲 netkeiba.com
- 血統表